# Payaso

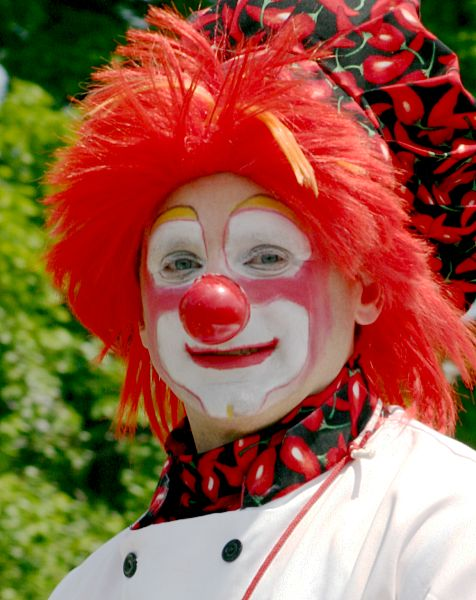
Un payaso en un desfile por el Día de los Caídos de Estados Unidos en 2004.

Un payaso (del italiano pagliaccio) es un personaje estereotipado representado comúnmente con vestimentas extravagantes, maquillaje excesivo y pelucas llamativas. Generalmente se le asocia con un artista de circo, cuya función es hacer reír a la gente, hacer bromas, piruetas y en ocasiones trucos divertidos, pero también es un actor satírico que se burla de la cotidianidad. En algunas culturas, la vestimenta y el maquillaje del payaso denotan una jerarquía, desde el maquillaje de vagabundo hasta la cara blanca. El artista puede hacer uso de maquillaje de base de aceite o de agua. Asimismo, en algunas sociedades los payasos se relacionan con otros ámbitos y temas, sobre todo en la televisión, donde aparecen representados incluso como personajes malvados. También es llamado clown, palabra de origen inglés que significa «aldeano».
Entre los subtipos de payaso, está el payaso de rodeo, que tienen una función importante pues deben distraer a los toros y atraerlos para ayudar evitar que el vaquero sea lastimado por el animal. Su indumentaria puede incluir pañuelos colgantes a su cinturón. Otro tipo de payaso es el de crucero o callejero, quien solo se dedica a hacer su acto en las intersecciones de calles grandes y concurridas, realizando una actuación corta, generalmente de malabarismo, que dura lo mismo que el alto del semáforo, recolectando ocasionalmente el dinero que le dejen los automovilistas o transeúntes. Por último, existe también el payaso doctor; la función de este tipo de payasos es provocar la risa en hospitales para ayudar a pacientes, ya que se sabe que la acción de reír genera endorfinas, y esto ayuda a sanar más rápido.

## Etimología
El término "payaso" procede del italiano pagliaccio, a su vez derivado de paglia ("paja"), ya que el vestido tradicional del personaje recordaba al colchón relleno de paja (pagliericcio).

## Historia

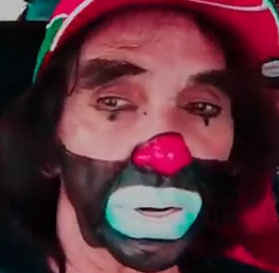
Cepillín, interpretado por Ricardo González Gutiérrez, fue un famoso payaso mexicano desde los años 1980 hasta su fallecimiento.

Los payasos ya formaban parte de la corte de faraón durante la Quinta dinastía egipcia, en el año 2500 a. C. Se convirtió en un oficio en China cuando a través de carpas y caravanas formaban parte de la corte de los reyes y del entretenimiento social en el siglo II a. C. Al mismo tiempo, en Grecia y posteriormente en Roma, aparecen en las comedias atelanas como tradición que forma parte de una obra teatral. En México se dice que cuando Hernán Cortés conoció a Moctezuma, dentro de su corte existían enanos y jorobados bufones parecidos a los europeos. A diferencia de bufones de la corte, los payasos han cumplido tradicionalmente una función sociorreligiosa y psicológica, y tradicionalmente los papeles de sacerdote y payaso han sido desempeñados por las mismas personas. Peter Berger escribe: "Parece plausible que la locura y los tontos, como la religión y la magia, satisfagan algunas necesidades profundamente arraigadas en la sociedad humana". Por esta razón, el clown suele considerarse una parte importante de la formación como disciplina de actuación física, en parte porque se pueden tratar temas peliagudos, pero también porque requiere un alto nivel de riesgo y juego en el intérprete.
En antropología, el término payaso se ha extendido a personajes comparables de bufones o tontos en culturas no occidentales. Una sociedad en la que estos payasos tienen una posición importante se denomina sociedad de payasos, y un personaje de payaso que participa en una capacidad religiosa o ritual se conoce como payaso ritual.
En la mitología de los nativos americanos, el arlequín canaliza el espíritu del coyote y se convierte en un personaje sagrado del Payaso. Un heyoka es un individuo en las culturas nativas que vive fuera de las limitaciones de los roles culturales normales, desempeñando el papel de un payaso al revés haciendo todo al revés. El papel de heyoka es a veces mejor llenado por un winkte.
Muchas tribus nativas tienen una historia de payasos. El método de clown canadiense desarrollado por Richard Pochinko y fomentado por su antigua aprendiz, Sue Morrison, combina técnicas de clown europeas y nativas americanas. En esta tradición, las máscaras se hacen de arcilla mientras el creador tiene los ojos cerrados. Se hace una máscara para cada dirección de la rueda medicinal. Durante este proceso, el payaso crea una mitología personal que explora sus experiencias personales.
Ocuparon una parte importante de la vida europea a partir del siglo XVI, cuando servían de entretenimiento a los reyes, aunque no pasaban todo el tiempo dentro de los castillos y palacios; cuando no estaban sirviendo a sus majestades, acudían a cantinas y tabernas para mofarse de la sociedad, además de que en sarcásticos chistes contaban secretos de los cortesanos.
Los payasos modernos están fuertemente asociados a la tradición del payaso de circo, que se desarrolló a partir de anteriores papeles cómicos en espectáculos de teatro o varieté durante el siglo XIX y mediados del XX. Este personaje reconocible presenta trajes extravagantes, maquillaje distintivo, pelucas coloridas, calzado exagerado y ropa vistosa, con el estilo generalmente diseñado para entretener a grandes audiencias.
El primer papel de payaso convencional fue interpretado por Joseph Grimaldi (que también creó el tradicional diseño de maquillaje de cara blanca). A principios del siglo XIX, amplió el papel de payaso en la arlequinada que formaba parte de las pantomimas británicas, especialmente en el Theatre Royal, Drury Lane y en los teatros Sadler's Wells y Covent Garden. Llegó a dominar tanto el escenario cómico londinense que los payasos arlequinados pasaron a ser conocidos como "Joey", y tanto el apodo como el diseño de maquillaje de cara blanca de Grimaldi siguen siendo utilizados por otros payasos.
Desempeñaron diferentes papeles en la historia, ya que si bien en algún momento estuvieron en la corte de los reyes, a partir del siglo XVIII fueron el entretenimiento en actos intermedios de circos o espectáculos de teatros de revistas, y llegaron a considerarse el alma del circo tradicional; ya a fines del siglo XX aparecieron nuevas formas, como los payasos de crucero o callejeros, o los mimos parisinos.
La comedia que realizan los payasos suele consistir en el papel de un tonto cuyas acciones y tareas cotidianas se convierten en extraordinarias, y para el que lo ridículo, por un momento, se convierte en ordinario. Este estilo de comedia tiene una larga historia en muchos países y culturas de todo el mundo. Algunos escritores han argumentado que, debido al uso generalizado de este tipo de comedia y a su larga historia, es una necesidad que forma parte de la condición humana.

### Origen
El personaje del payaso se desarrolló a partir de los zanni tonto rústico de la commedia dell'arte moderna temprana, que a su vez se basaban directamente en los personajes de tonto rústico de la antigua Grecia y del teatro romano. Los personajes de bufón rústico en el teatro griego clásico eran conocidos como sklêro-paiktês (de paizein: jugar (como un niño)) o deikeliktas, además de otros términos genéricos para rústico o campesino. En el teatro romano, un término para designar al payaso era fossor, literalmente cavador; peón.

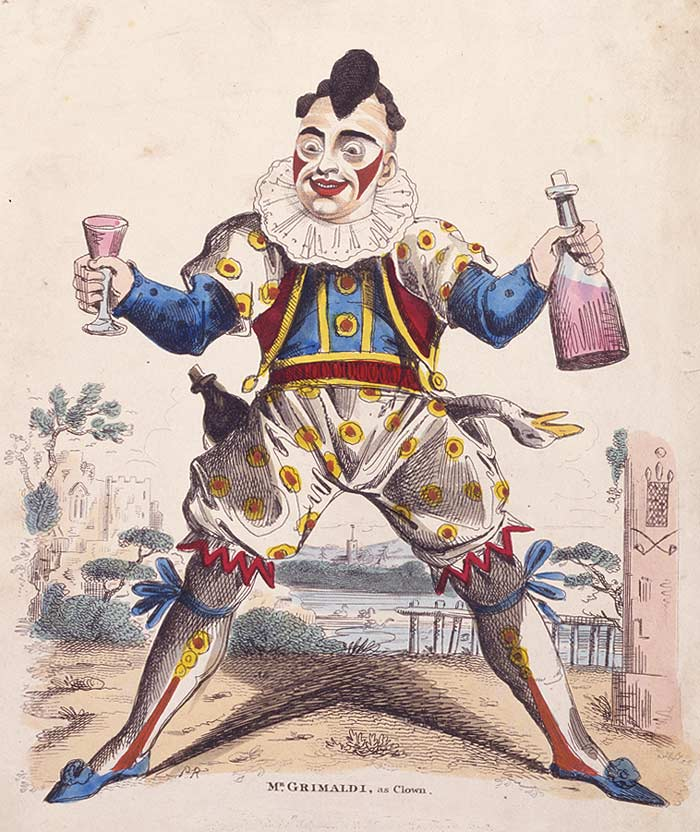
Joseph Grimaldi como "Joey" el payaso, c. 1810

La palabra inglesa clown fue registrada por primera vez hacia 1560 (como clowne, cloyne) con el significado genérico de rústico, grosero, campesino. El origen de la palabra es incierto, tal vez de una palabra escandinava relacionada con torpe. Es en este sentido que Clown se utiliza como nombre de personajes tontos en Otelo de Shakespeare y El cuento de invierno. El sentido de payaso como referencia a un tonto o bufón profesional o habitual se desarrolló poco después de 1600, basándose en el elizabethano tonto rústico personajes como los de Shakespeare.
La arlequinada se desarrolló en Inglaterra en el siglo XVII, inspirada en Arlecchino y la commedia dell'arte. Fue aquí donde Clown se utilizó como nombre propio de un personaje de acción. El payaso, que en un principio era el complemento de la astucia y la habilidad de Arlequín, era un bufón que se parecía más a un bufón que a un idiota cómico. Era un personaje de clase baja, vestido con ropas de sirviente andrajosas.
Los rasgos ya clásicos del personaje del payaso fueron desarrollados a principios del siglo XIX por Joseph Grimaldi, que interpretó a Clown en la pantomima de Charles Dibdin (1800) Peter Wilkins: o Arlequín en el Mundo Volador en el Sadler's Wells Theatre, donde Grimaldi construyó el personaje hasta convertirlo en la figura central de la arlequinada.

### Circos modernos
El payaso de circo se desarrolló en el siglo XIX. El circo moderno deriva de la escuela de equitación londinense de Philip Astley, inaugurada en 1768. Astley añadió un payaso a sus espectáculos para divertir a los espectadores entre las secuencias ecuestres. El comediante estadounidense George L. Fox se hizo conocido por su papel de payaso, directamente inspirado en Grimaldi, en la década de 1860.
Tom Belling sénior (1843-1900) desarrolló el personaje del payaso rojo o Auguste (Dummer August) hacia 1870, actuando como complemento del más sofisticado payaso blanco. Belling trabajó para el Circo Renz de Viena. El traje de Belling se convirtió en la plantilla del personaje moderno de payaso de circo o infantil, basado en un personaje de clase baja o vagabundo, con nariz roja, maquillaje blanco alrededor de los ojos y la boca, y ropa y zapatos demasiado grandes. El personaje del payaso, tal y como se desarrolló a finales del siglo XIX, se refleja en la ópera de Ruggero Leoncavallo de 1892 Pagliacci (Payasos). El personaje de Auguste de Belling se popularizó aún más con Coco de Nicolai Poliakoff en las décadas de 1920 a 1930.
La palabra inglesa clown fue tomada, junto con el acto circense de los payasos, por muchos otros idiomas, como el francés clown, el ruso (y otras lenguas eslavas) кло́ун, el griego κλόουν, el danés/noruego klovn, el rumano clovn, etc.
El italiano conserva Pagliaccio, un personaje de la Commedia dell'arte zanni, (de paglia, la palabra para paja (por el traje de paja del personaje del bufón rústico), o de bajaccio "burlón, mofador"), y se encuentran derivaciones del término italiano en otras lenguas romances, como el francés Paillasse, el español payaso, el catalán pallasso, el gallego pallaso, el portugués palhaço, el griego παλιάτσος, el turco palyaço, el alemán Pajass (vía francés) Yiddish פּאַיאַץ (payats), ruso пая́ц, rumano paiață.

### América del Norte delsigloXX
A principios del siglo XX, con la desaparición del personaje rústico simplón o idiota de pueblo de la experiencia cotidiana, los circos norteamericanos desarrollaron personajes como el vagabundo o el vagabundo. Algunos ejemplos son Marceline Orbes, que actuó en el Hippodrome Theater (1905), Charlie Chaplin en El vagabundo (1914), y Weary Willie, de Emmett Kelly, basada en los vagabundos de la época de la Depresión. Otro influyente personaje de vagabundo fue interpretado por Otto Griebling durante los años 30 a 50. El payaso Dodo, interpretado por Red Skelton en El payaso (1953), representa al payaso de circo como un personaje de stock tragicómico, «un gracioso con problemas de alcoholismo».[cita requerida]
En Estados Unidos, Bozo el payaso fue un influyente personaje de Auguste desde finales de la década de 1950. El show de Bozo se estrenó en 1960 y apareció a nivel nacional en la televisión por cable en 1978. McDonald's derivó su payaso mascota, Ronald McDonald, del personaje de Bozo en la década de 1960. Willard Scott, que había interpretado a Bozo durante 1959-1962, actuó como mascota en los anuncios de televisión de 1963. La solicitud de marca de McDonald's para el personaje data de 1967.
Basada en la plantilla de Bozo, la costumbre estadounidense de los payasos de cumpleaños, contratistas privados que se ofrecen a actuar como payasos en fiestas infantiles, se desarrolló en los años 60 y 70. La fuerte asociación del personaje de payaso (Bozo) con el entretenimiento infantil, tal y como se ha desarrollado desde la década de 1960, también dio lugar a Clown Care o payasos de hospital en los hospitales infantiles a mediados de la década de 1980. Clowns of America International (creada en 1984) y World Clown Association (creada en 1987) son asociaciones de artistas semiprofesionales y profesionales.
El cambio del personaje de Auguste o payaso rojo de su papel como complemento del blanco en los espectáculos de circo o pantomima a un personaje independiente derivado de Bozo en el entretenimiento infantil en la década de 1980 también dio lugar al personaje del payaso malvado, con el atractivo de los payasos para los niños pequeños basado en su naturaleza fundamentalmente amenazante o aterradora. La antipatía natural de los payasos hace que sean eficaces a la hora de provocar la risa al liberar la tensión actuando de forma torpe o quedando indefensos. El miedo a los payasos, sobre todo a los de circo, se conoce con el término «coulrofobia».
Actualmente, hay quienes se desarrollan como payasos siendo descendientes de alguna tradición o por propio gusto. Se han creado ofertas educativas de nivel licenciatura y forman parte de grandes entretenimientos. En algunas ocasiones han sido homenajeados de forma artística, como lo hizo Federico García Lorca en su «Homenaje al arlequín en 4 versos», o en la poesía «Reír llorando», del maestro Juan de Dios Peza.

## Indumentaria

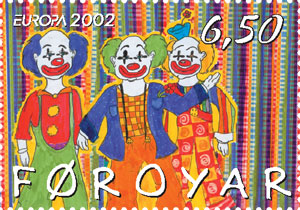
Sello sobre payasos de 2002 de las islas Feroe

El elemento principal del payaso es su peculiar vestuario, donde dependiendo de su género puede usar harapos, solo usar maquillaje blanco, vestir con colores brillantes, usar peluca, zapatos gigantes, ropas clásicas y máscaras, pero sin duda la nariz roja ha hecho del payaso un personaje siempre reconocido, generando un punto de atención para la gente. También se considera la máscara más pequeña del mundo y puede ser de color carne o de un tono llamativo, como el rosado o el rojo. En la vestimenta, existen diferentes tallas y tamaños, e influyen la técnica o escuela (arlequín, pierrot, augusto, vagabundo, etc.). Es una indumentaria tan representativa y tan respetable para el gremio de los payasos, que incluso en los funerales de cualquiera de sus miembros, los miembros suelen asistir con todo su vestuario.
Actualmente existen diversas escuelas de payasos, que proporcionan técnicas y conocimientos sobre esta figura. Resaltan dos grandes escuelas, la europea y la americana. La primera de ellas se basa en habilidades de actuación, mientras que la segunda busca entretener con diferentes técnicas no siempre actorales. Dependiendo del payaso, entre las habilidades que este puede exhibir están la música, el malabarismo, la acrobacia, la torsión de globos y el arte de caminar con zancos, el mimo corporal, el clown, etc. 

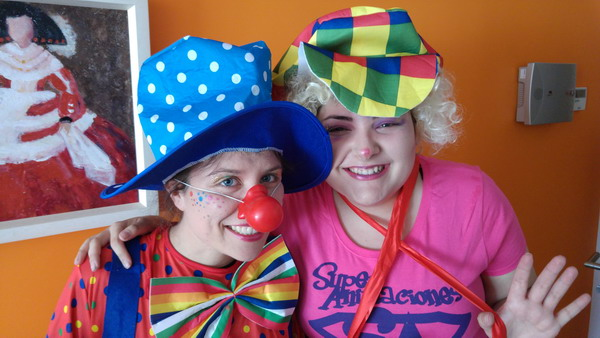
Dos disfraces de payaso clásicos.

Un payaso es un personaje cómico y tierno nacido y desarrollado en las artes escénicas. Tiene sus antecedentes en la comedia romana, en la Commedia dell'arte italiana, en el circo moderno o en el cine mudo. Ellos consideran que el payaso no actúa, sino que se es. A pesar de que generalmente actúan sobre la base de rutinas ensayadas, una de sus más grandes habilidades es la improvisación.
Siempre anda metido en problemas y buscando la complicidad con el público para conseguir su empatía y simpatía, ya sea en solitario o en compañía, como parte de una historia teatral o cinematográfica, o como número de vodevil o circense. Improvisa en torno a un guion o como personaje de los más importantes comediantes clásicos, Goldoni, Molière, Shakespeare o Lope de Vega.

## Tipos de payaso

### Cara blanca

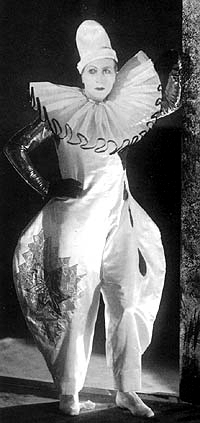
Cariblanco. El actor sueco Gösta Ekman, sénior, (1890-1938) en la obra de teatro Han som får örfilarna (El que recibe las bofetadas), de Leonid Andreyev (1926).

Este tipo de payaso va vestido con un traje brillante y serio, es aparentemente digno y autoritario. Porta la máscara de Pierrot: un maquillaje blanco, y la ceja (en ocasiones) dibujada en la frente, reforzando el carácter del payaso. El rojo se utiliza para los labios, la nariz y las orejas. Una mosca, alguna referencia a las copas, se coloca en el mentón o la mejilla. El payaso blanco es guapo, elegante, petulante, a veces autoritario y malicioso, y refuerza la valía del augusto.

### Augusto

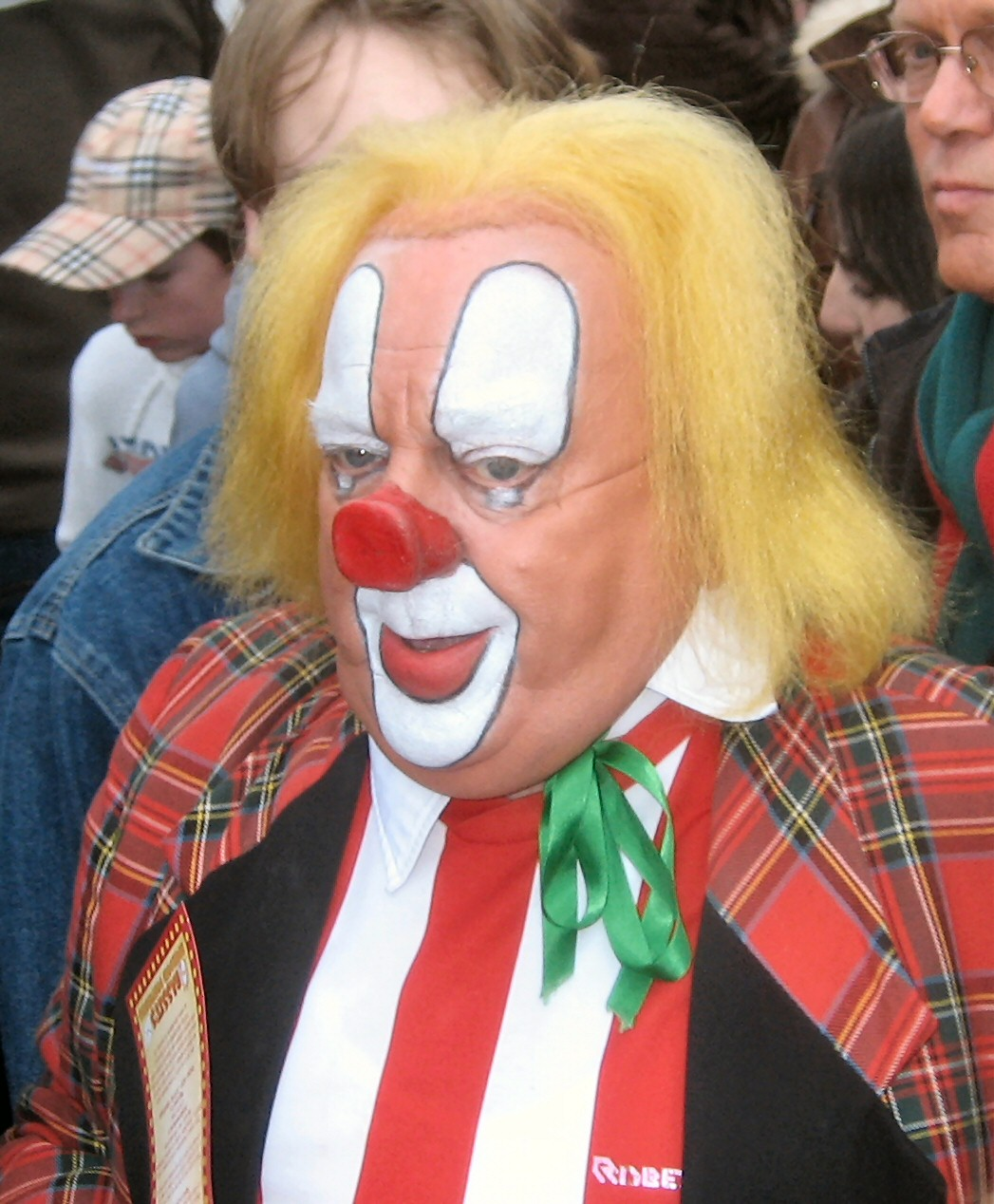
Un tipo del payaso denominado Augusto.

Este tipo de payaso lleva habitualmente la nariz roja, un maquillaje que combina con el negro, rojo y blanco, con una peluca grotesca, ropa de colores brillantes, zapatos enormes, y es totalmente impertinente y es el promotor de todo tipo de travesuras. Desestabiliza al payaso blanco, desbaratando todas sus iniciativas. Con su intervención, la catástrofe está asegurada. Se utiliza su persona para llevar a cabo una actuación a través de un número en el que los accidentes están relacionados.

### Contraaugusto
Es el segundo Augusto y su complemento. «Augusto del Augusto» es un payaso torpe que no entiende nada, lo olvida todo y cuyas acciones terminan siempre en un desastre.

### Tony
Su configuración se define hacia 1870 a partir del «augusto», el payaso bobo, y es quien cuando trata de ayudar a cambiar los aparatos en la pista, se cae rodando por el aserrín, o se enreda los pies en las alfombras. Fue creado por el caballista Tom Belling en 1864, en el alemán Circo Renz, cuando el artista, molesto por tener que ayudar en la pista y para divertir a sus colegas, se pone un traje demasiado grande y se muestra tan torpe que despierta gran hilaridad en el público. El éxito hace acallar la furia del director, que le pide que repita su actuación y la desarrolle cada vez más. «Augusto», el apodo alemán para las personas torpes, queda para este personaje en Europa; y «Tony» se usa en Argentina, Chile, Bolivia, Perú y Ecuador por la fama del payaso inglés Tony Grice.
El tony, con su traje demasiado grande o demasiado pequeño (generalmente negro en Europa y de colores fuertes en América), contrasta con el elegante atuendo blanco o rosado con aplicaciones de figuras, bordados o lentejuelas, las medias blancas y los zapatos de baile del clown. El lujo y la marginalidad confrontan los personajes.

## Miedo a los payasos
A pesar de ser acompañado de connotaciones coloridas y festivas, mucha gente muestra incomodidad o temor hacia el personaje. Algunos grabados populares representan al payaso en una forma caricaturesca y perturbante. La fobia a los payasos se conoce con el nombre de coulrofobia. Se define como un persistente, anormal e injustificado miedo a los payasos.
Es muy común en niños, pero en algunos casos persiste en adolescentes y adultos. Quienes sufren de esta fobia reconocen que lo que les asusta más es el maquillaje excesivo, su nariz de color rojo fuerte y sus extraños cabellos, lo que oculta su verdadera identidad. A menudo se adquiere este miedo después de haber tenido una mala experiencia con payasos durante la infancia, o por haber visto el retrato de un payaso siniestro. No todos los que sufren de coulrofobia la experimentan en igual grado: algunos sienten un auténtico pánico, mientras que en otros es más bien un recelo que no llega a ser terror.